# سانتوس، ساو باولو
سانتوس (بالبرتغالية: Santos، وتعني القديسين‏) هي بلدية في ولاية ساو باولو في البرازيل، التي تأسست في 1546 من قبل النبيل البرتغالي براس كوباس.  وهي تقع جزئيا في جزيرة ساو فيسنتي، التي تؤوي كل من مدينة سانتوس ومدينة ساو فيسنتي، ويقع جزء منها على البر الرئيسي. وهي المدينة الرئيسية في منطقة بايشادا سانتيستا العمرانية. بلغ عدد سكانها 433,966 نسمة (عام 2015 م) في مساحة 280.67 كيلومتر مربع.  المدينة هي أيضا موطن لمتحف القهوة، حيث تم التفاوض على أسعار القهوة قديما. وهناك أيضا نصب تذكاري لكرة القدم مخصص لأكبر اللاعبين في المدينة، والذي يشمل بيليه الذي لعب لنادي سانتوس. تملك المدينة حديقة على شاطئ البحر، بطول 5,335 متر (5,834 ياردة)، وهي مسجلة كتاب غينيس كأكبر حديقة على شاطئ البحر في العالم.

## التاريخ
أدى تصدير القهوة من ميناء سانتوس إلى تطور المدينة، ومثل مجمل ثروة المدينة في مطلع القرن العشرين. وحولها التصدير والاستيراد إلى المدينة الحديثة المعروفة اليوم وجعلها مصدر طاقة لا غنى عنه قي ولاية ساو باولو. تزين المناظر الطبيعية قنوات يزيد عمرها عن مائة سنة. في عام 1899، كانت سانتوس نقطة دخول الطاعون الدبلي إلى البرازيل. في عام 1924، أصبح مقر أبرشية الروم الكاثوليك في سانتوس.
في أكتوبر 2006، اكتشف النفط الخام الخفيف قبالة الساحل في حوض سانتوس. 

## المناخ
يظهر الجدول التالي التغييرات المناخية على مدار السنة لسانتوس، ساو باولو:
| البيانات المناخية لـسانتوس، ساو باولو | البيانات المناخية لـسانتوس، ساو باولو | البيانات المناخية لـسانتوس، ساو باولو | البيانات المناخية لـسانتوس، ساو باولو | البيانات المناخية لـسانتوس، ساو باولو | البيانات المناخية لـسانتوس، ساو باولو | البيانات المناخية لـسانتوس، ساو باولو | البيانات المناخية لـسانتوس، ساو باولو | البيانات المناخية لـسانتوس، ساو باولو | البيانات المناخية لـسانتوس، ساو باولو | البيانات المناخية لـسانتوس، ساو باولو | البيانات المناخية لـسانتوس، ساو باولو | البيانات المناخية لـسانتوس، ساو باولو | البيانات المناخية لـسانتوس، ساو باولو |
| الشهر                                 | يناير                                 | فبراير                                | مارس                                  | أبريل                                 | مايو                                  | يونيو                                 | يوليو                                 | أغسطس                                 | سبتمبر                                | أكتوبر                                | نوفمبر                                | ديسمبر                                | المعدل السنوي                         |
| ------------------------------------- | ------------------------------------- | ------------------------------------- | ------------------------------------- | ------------------------------------- | ------------------------------------- | ------------------------------------- | ------------------------------------- | ------------------------------------- | ------------------------------------- | ------------------------------------- | ------------------------------------- | ------------------------------------- | ------------------------------------- |
| الدرجة القصوى °م (°ف)                 | 37.7 (99.9)                           | 39.0 (102.2)                          | 38.3 (100.9)                          | 36.8 (98.2)                           | 34.8 (94.6)                           | 34.2 (93.6)                           | 35.8 (96.4)                           | 37.3 (99.1)                           | 37.8 (100.0)                          | 37.4 (99.3)                           | 37.6 (99.7)                           | 37.9 (100.2)                          | 39.0 (102.2)                          |
| متوسط درجة الحرارة الكبرى °م (°ف)     | 28.6 (83.5)                           | 28.9 (84.0)                           | 28.1 (82.6)                           | 26.3 (79.3)                           | 24.8 (76.6)                           | 23.2 (73.8)                           | 22.8 (73.0)                           | 22.8 (73.0)                           | 22.4 (72.3)                           | 24.2 (75.6)                           | 25.8 (78.4)                           | 27.4 (81.3)                           | 25.4 (77.7)                           |
| المتوسط اليومي °م (°ف)                | 25.5 (77.9)                           | 25.7 (78.3)                           | 25.1 (77.2)                           | 23.3 (73.9)                           | 21.2 (70.2)                           | 19.6 (67.3)                           | 18.8 (65.8)                           | 19.4 (66.9)                           | 20.0 (68.0)                           | 21.4 (70.5)                           | 23.0 (73.4)                           | 24.4 (75.9)                           | 22.3 (72.1)                           |
| متوسط درجة الحرارة الصغرى °م (°ف)     | 22.2 (72.0)                           | 22.4 (72.3)                           | 22.0 (71.6)                           | 20.1 (68.2)                           | 17.9 (64.2)                           | 16.3 (61.3)                           | 15.5 (59.9)                           | 16.2 (61.2)                           | 17.2 (63.0)                           | 18.5 (65.3)                           | 19.9 (67.8)                           | 21.2 (70.2)                           | 19.1 (66.4)                           |
| أدنى درجة حرارة °م (°ف)               | 14.6 (58.3)                           | 13.3 (55.9)                           | 15.9 (60.6)                           | 10.9 (51.6)                           | 9.2 (48.6)                            | 6.5 (43.7)                            | 6.2 (43.2)                            | 8.5 (47.3)                            | 8.8 (47.8)                            | 10.4 (50.7)                           | 12.1 (53.8)                           | 15.7 (60.3)                           | 6.2 (43.2)                            |
| الهطول مم (إنش)                       | 255.9 (10.07)                         | 220.3 (8.67)                          | 221.1 (8.70)                          | 193.6 (7.62)                          | 144.3 (5.68)                          | 106.2 (4.18)                          | 121.6 (4.79)                          | 78.4 (3.09)                           | 130.2 (5.13)                          | 146.0 (5.75)                          | 162.0 (6.38)                          | 210.9 (8.30)                          | 1٬990٫6 (78.37)                       |
| متوسط أيام هطول الأمطار (≥ 1.0 mm)    | 13                                    | 12                                    | 12                                    | 12                                    | 9                                     | 8                                     | 8                                     | 8                                     | 11                                    | 13                                    | 12                                    | 14                                    | 132                                   |
| متوسط الرطوبة النسبية (%)             | 79                                    | 80                                    | 83                                    | 83                                    | 81                                    | 81                                    | 77                                    | 75                                    | 82                                    | 81                                    | 78                                    | 79                                    | 79.9                                  |
| ساعات سطوع الشمس الشهرية              | 155.8                                 | 149.4                                 | 153.8                                 | 144.9                                 | 158.7                                 | 141.3                                 | 153.0                                 | 136.3                                 | 88.3                                  | 107.8                                 | 132.3                                 | 134.3                                 | 1٬655٫9                               |
| المصدر: INMET                         |                                       |                                       |                                       |                                       |                                       |                                       |                                       |                                       |                                       |                                       |                                       |                                       |                                       |

## توأمة
لسانتوس، ساو باولو اتفاقيات توأمة مع كل من:
- ناغاساكي
- فونشال
- مدينة فيراكروز
- كولون
- أوشوايا
- قادس
- ترييستي
- قلمرية
- كونستانتسا

## أعلام
- جالمينيا
- أكسيل
- جيلمار دوس سانتوس نيفيس
- جوليو سيزار روكا كوستا
- جونيور دوترا
- كوتينيو
- أبراهام باتوسكا دا سيلفيرا
- تيودورو ماتوس سانتانا
- جويل كامارغو
- باولو سيزار أرواخو